# Max Zilzer
Max Zilzer (auch Ziltzer, * 23. November 1863 in Budapest, Österreich-Ungarn; † 12. Mai 1943 in Berlin, Deutsches Reich) war ein deutscher Schauspieler.

## Leben
Zilzer gab sein Debüt 1887 in Budapest und kam zwei Jahre darauf nach Deutschland. Er spielte in Halle (Saale), Marburg und Heilbronn. 1892 ging er nach Esseg, 1894 nach Maribor. 1895 gelangte er an eine kleine Bühne in Wien.
Seine nächste Bühnenstation war das Stadttheater von Hermannstadt. Kurz vor der Jahrhundertwende trat Zilzer vier Jahre lang am Grand Opera House im amerikanischen Cincinnati auf, wo auch sein Sohn geboren wurde. Ab 1904 war er fast ununterbrochen an Berliner Bühnen tätig. Noch vor Beginn des Ersten Weltkrieges kam er zu seiner ersten Filmrolle. Ebenso wie am Theater beschränkte sich Zilzer auch im Kino auf kleine Charakterrollen.
Sein Sohn war der Schauspieler Wolfgang Zilzer, der bei der Machtübernahme durch die Nationalsozialisten und dann endgültig 1937 emigrierte. Max Zilzer blieb in Berlin und wurde zu Beginn des Zweiten Weltkrieges von der Gestapo verhört, nachdem sein Sohn unter Pseudonym in Anatole Litvaks Anti-Nazi-Film Confessions of a Nazi Spy mitgewirkt hatte. Er starb 1943 im Jüdischen Krankenhaus in Berlin-Wedding.
Max Zilzer war von 1921 bis zu seinem Tod mit Frieda, geb. Lamp, verheiratet.

## Filmografie
| - 1913: Die Wittenberger Nachtigall - 1914: Er rechts – sie links - 1915: Frau Annas Pilgerfahrt - 1915: Die Erben des Geizhalses - 1915: Carl und Carla - 1917: Der Blusenkönig - 1918: Das Geheimnis des Amerika-Docks - 1919: Das Ende vom Liede - 1920: Die Frau im Delphin, oder 30 Tage auf dem Meeresgrund - 1920: Die Augen der Welt - 1921: Der Stier von Olivera | - 1922: Divankatzen - 1922: Sie und die Drei - 1923: Freund Ripp - 1924: Soll und Haben - 1924: Frühlingsfluten - 1925: Der Hahn im Korb - 1928: Luther – Ein Film der deutschen Reformation - 1928: Panik - 1929: Frau im Mond - 1930: Ein Burschenlied aus Heidelberg - 1932: Razzia in St. Pauli |